# Szentlélek alászállása fatemplom (Bojabirz)
A Szentlélek alászállása fatemplom műemlékké nyilvánított épület Romániában, Hunyad megyében. A romániai műemlékek jegyzékében a  HD-II-m-B-03258 sorszámon szerepel.